# Cadran solaire à fibres optiques
Cadran solaire à fibres optiques est une œuvre de l'artiste français Henri de Miller située à Paris, en France. Il s'agit d'un cadran solaire conçu en 1988 et placé dans l'ancien jardin des Halles. Aujourd'hui l'œuvre a été retirée à la suite du réaménagement du jardin.

## Description
L'œuvre est constituée de deux parties distinctes : un monolithe de bronze qui sert à détecter la présence du soleil, et une vague de béton située derrière lui qui réalise l'affichage de l'heure. Contrairement à un cadran solaire classique, l'affichage n'est pas indiqué par l'ombre du soleil, puisque la vague est placée directement dans la direction du soleil par rapport au monolithe. Ce procédé a été inventé par François Dandrel.
Le monolithe de bronze, mesurant environ 2 m de haut, est percé de trois fentes verticales, orientées vers l'est, le sud et l'ouest. Derrière ces fentes sont disposées des fibres optiques, de telle façon qu'une seule de ces fibres est directement illuminée par le soleil tous les quarts d'heure.
Chacune des fibres optiques passe sous la vague de béton et ressort à son sommet en un point précis. Le sommet de la vague est gradué de quart d'heure en quart d'heure et le seul point illuminé permet de connaitre l'heure solaire du lieu.
Le muret situé derrière le monolithe est gravé avec des explications sur le fonctionnement du cadran solaire, ainsi que l'équation du temps à Paris.

## Localisation
La sculpture est située en bordure nord du jardin des Halles, sur le côté occidental de la place René-Cassin, non loin de l'église Saint-Eustache. À proximité est située une autre œuvre d'Henri de Miller, Écoute, qui elle est toujours présente.

## Commande
L'œuvre est commandée à de Miller pour le forum des Halles en 1988 et installée le  22 septembre 1989.

## Artiste
Henri de Miller (né en 1953-1999) est un sculpteur français.